# Zweckartikel
Als Zweckartikel wird jener Gesetzesartikel bezeichnet, der die ratio legis des Erlasses, in dem er steht, (wie z. B. eines Gesetzes) grob skizzierend umschreibt. Er ähnelt damit der Präambel, grenzt sich aber in Umfang und mangelnder Feierlichkeit von dieser ab. Verfügt ein Erlass über einen Zweckartikel, so ist er in aller Regel in Art. 1 enthalten.
Da Zweckartikel nur sehr allgemein gehalten sind, sind sie – wie auch Präambeln – nicht justiziabel; es fehlt ihnen der normative Charakter. Das heißt, dass sich eine rechtssuchende Person nicht auf sie berufen kann. Sie können jedoch bei der historischen Auslegung des jeweiligen Erlasses helfen, in dem sie Anhaltspunkte dafür liefern können, was der Gesetzgeber mit diesem Erlass bezwecken wollte. Auch können sie dabei helfen, die Position eines Erlasses im gesamten Rechtssystem festzustellen.

## Beispiel
Als Beispiel sei hier der Zweckartikel des Schweizer Betäubungsmittelgesetzes genannt, welcher wie folgt lautet:

„Dieses Gesetz soll:

a. dem unbefugten Konsum von Betäubungsmitteln und psychotropen Stoffen vorbeugen, namentlich durch Förderung der Abstinenz;

b.  die Verfügbarkeit von Betäubungsmitteln und psychotropen Stoffen zu medizinischen und wissenschaftlichen Zwecken regeln;

c.  Personen vor den negativen gesundheitlichen und sozialen Folgen suchtbedingter Störungen der Psyche und des Verhaltens
schützen;

d.  die öffentliche Ordnung und Sicherheit vor den Gefahren schützen, die von Betäubungsmitteln und psychotropen Stoffen ausgehen;
 
e.  kriminelle Handlungen bekämpfen, die in engem Zusammenhang mit Betäubungsmitteln und psychotropen Stoffen stehen.“

Obwohl dieser Artikel umfassend umschreibt, wozu das BetmG dienen soll, ist es nicht möglich, hiermit den Bund zu zwingen, mehr Geld in die Förderung von Abstinenz zu investieren (Vgl. lit. a.).

## Andere Bedeutungen
In einem weiteren Sinn wird die Bezeichnung Zweckartikel häufig in Statuten juristischer Personen verwendet und beinhaltet den Zweck ebendieser.